# Las Malcriadas
 (septembre 2024).
Las Malcriadas est une telenovela mexicaine diffusée entre le 18 septembre 2017 et le 9 février 2018 sur TV Azteca.

## Synopsis
C'est l'histoire de Laura, une jeune journaliste qui souffre de la perte de sa mère. En triant ses affaires personnelles, elle découvre alors des preuves qui l'amènent à penser que sa mère biologique était une autre femme. Pleine de tristesse pour la mort de sa mère adoptive et très en colère contre sa famille pour lui avoir menti, Laura prend la décision la plus difficile de sa vie et décide d'obtenir des informations sur la femme qui lui a donné la vie. Durant cette recherche, elle découvre que son voyage est plus dangereux qu'elle ne l'imaginait. Elle devra faire face à une série d'expériences périlleuses. Ainsi, Laura rencontrera quatre autres femmes courageuses, pleines de rêves et avec un immense désir d'aller de l'avant, qui seront ses compagnes d'aventures. Cependant, Laura rencontrera aussi des personnages sombres qui feront leur possible pour qu'elle ne découvre pas tout son passé. Plus tard, Laura et ces femmes seront surnommées Les Gâtées par la presse et par la société car elles sont accusées de certains crimes...

## Distribution
- Sara Maldonado : Laura Espinosa Urrutia / Laura González Ruiz
- Gonzalo García Vivanco : Diego Mendoza Puga
- Rebecca Jones : Catalina Basurto Vda. de Lafayette
- Ernesto Laguardia : Mario Espinosa
- Dolores Heredia : Juana Ortiz de Espinosa "Nita"
- Carlos Torres : Jerónimo Aguirre
- Ivonne Montero : Rosa Jazmín Ochoa Delgadillo
- Cynthia Rodríguez : Teresa Villa
- Alejandra Ambrosi : Stephanie Lafayette Basurto
- Juana Arias : Esmirna Benavente
- Elsa Ortiz : Dunia García
- Javier Díaz Dueñas : Dr. Julián Puga del Bosque
- Rodrigo Cachero : Joaquín Figueroa
- Martín Barba : Eduardo Espinosa Urrutia
- Bianca Calderón : Genoveva Romero
- Mar Carrera : Lidia Puga del Bosque Vda. de Mendoza
- Laura Palma : Gabriela Rodríguez de Figueroa / Úrsula
- Ernesto Álvarez : Silvio Luna
- Sebastián Caicedo : Jaime de Jesús Rosales Huerta
- Vince Miranda : Carlos Acevedo
- Heriberto Méndez : Pablo Jiménez
- Alexis Meana : Andrés Jiménez
- Anna Carreiro : Sabrina Altieri
- Verónica Terán : Martha Barroso
- Jorge Fink : Fermín Rojas
- Ana Silvia Garza : Cruz Palacios
- Fátima Molina : Yuridia Cavarca
- Andrea Torre : Brenda
- Gina Morett : Irma Vera
- Bárbara Falconi : Avelina
- Pedro Sicard : Santiago Porrero
- Carlos Girón : Mateo Altieri #1
- Dasha Santoyo : Ángela "Angelita"
- Andrea Carreiro : María Elena "Chamoy"
- Socorro Miranda : Ximena Rodríguez
- Camila Rojas : Concha
- Margarita Vega : Gloria
- Héctor Parra : Rodrigo Altieri
- Amara Villafuerte : Eva Vda. de Altieri
- Erika Stettner : Delia Urrutia de Espinosa
- José Martín : Humberto Urrutia
- Teresa Selma : Hannah de Killev
- Fernando Garzafox : Samuel Romero
- Esaú : Fabricio Villa
- Fabiana Perzabal : Irene Urrutia
- Alberto Pavón : Olmo Ferrer
- Said Sandoval : Ignacio Moreno
- Ana Valeria Rusek : Natasha Valles
- Lourdes Narro : Esther
- Zamia Fandiño : Alejandra
- Alan Martín : Mateo Altieri #2 / Sergio Salerno
- Angélica Magaña : Pilar
- Carlos Álvarez : Magaña
- Ana Morquecho : Perla
- Frida Tostado : Rosa Ochoa (jeune)
- Mitzi Cadena : Juana Ortiz (jeune)
- Erick Sandoval : Mario Espinosa (jeune)
- Ulises Ávila : Ezequiel Duarte "El Porky"
- David Alejandro :
- Erika García :
- Daniela Berriel :